# Lyngbymotorvejen
Lyngbymotorvejen (også kendt som Lyngby Omfartsvej) er en motorvej, der forbinder Kongevejen i Virum med Motorring 3 og Helsingørmotorvejen. Det er samtidig den sydligste del af Sekundærrute 201 mellem Kongens Lyngby og Hillerød. Lyngbymotorvejen er sammen med Ådalsmotorvejen de eneste motorvejsstrækninger i Danmark, der har deres respektive kommuner som vejbestyrelse.
Strækningen Hans Knudsens Plads – Motorring 3 som er almindeligt kendt som Lyngbymotorvejen, skiftede i 2005 af Vejdirektoratet officielt navn til Helsingørmotorvejen under titlen en motorvej et navn Arkiveret 7. oktober 2006 hos  Wayback Machine.
I 2012 indviedes Vintapperrampen for nordgående trafik, der skal videre af E47 sydgående.
Lyngby-Taarbæk Kommune har foreslået at nedgradere Lyngbymotorvejen/Lyngby Omfartsvej til en motortrafikvej. Motortrafikvejen vil få en hastighed på omkring 70 km/t.
og vil være med til at afhjælpe med at nedbringe støjen fra Lyngbymotorvejen.

## Historie
| Motorvejsetaper | Motorvejsetaper | Motorvejsetaper     | Motorvejsetaper | Motorvejsetaper | Motorvejsetaper | Motorvejsetaper | Motorvejsetaper |
| Fra             | Frakørsel       | Til                 | Frakørsel       | Vejbaner        | Kilometer       | Åbningsår       | Bemærkninger |
| --------------- | --------------- | ------------------- | --------------- | --------------- | --------------- | --------------- | --- |
| Jærgersborgvej  | 2               | Kongevejen          |                 | 4               |                 | 1960            | |
| Jærgersborgvej  | 2               | Motorringvej 3      |                 | 4               |                 | 1963            | |
| Motorringvej 3  |                 | Hans Knudsens Plads |                 | 6               |                 | 1974            | Vejen er bedre kendt som Lyngbymotorvejen, og i 2005 skiftede vejdirektoratet officielt navnet til Helsingørmotorvejen under titlen en motorvej et navn Arkiveret 7. oktober 2006 hos Wayback Machine. Strækning blev som et forsøg bygget som Danmarks første motorgade. Lyngbyvejen blev opgravet og anlagt som lokalveje i sidere, som i øvrigt var en stor 4 sporet hovedvej belagt med chaussesten. |